# Borstenbach
Der Borstenbach ist ein linker  Nebenfluss der Weser im Nordosten des deutschen Bundeslandes Nordrhein-Westfalen.

## Geographie
Das Gewässer hat eine Gesamtlänge von 7,5 km. Das Einzugsgebiet erstreckt sich über einen Teil des nördlichen Lipper Berglands und Teile der westlichen Ravensberger Mulde. Das Gewässer entspringt westlich von Vlotho am Bonneberg und mündet bei Rehme in die Weser (Weserflusskilometer 189). Der Fluss unterquert die Bundesautobahn 2 bei Autobahn-km 298,969 und die Bundesautobahn 30 bei BAB-Kilometer 130,530 (Flusskilometer 3,5).
Das Gewässer durchfließt auf seinem Weg von der Quelle bis zur Mündung folgende Gemeinden:
- Vlotho
- Bad Oeynhausen

Auf seinem Weg nimmt das Gewässer flussabwärts betrachtet folgende Gewässer auf:
- unbenannter Bach (L 6,5)
- Ziegenbach (L 2,5)

(L/R; KM): Linker rechter Zufluss, bei Flusskilometer, Mündung bei KM 0)

## Naturschutz
Das Borstenbachtal steht in den meisten Abschnitten unter Naturschutz. Das Tal ist als naturnahes Sieksystem ausgeprägt wie es typisch für das Ravensberger Land ist. Das kastenförmige Tal wird teilweise von deutlichen Hangstufen begrenzt. Der strukturreiche Biotopkomplex besteht aus Eichen- und Buchenwäldern, bachbegleitenden Erlen- und Eschenwäldern, Feuchtgrünlandflächen, vielgestaltigen Nassbrachen mit Seggenrieder und Röhrichte sowie naturnahen Fließ- und Stillgewässern. Der Flusslauf ist weitgehend naturnah mäandrierend mit Flach- und Steilufern, Kiesbänken und Ufergehölzen.
Es existieren zwei Naturschutzgebiete: in Vlotho (Kreis Herford) das NSG Borstenbach und in Bad Oeynhausen (Kreis Minden-Lübbecke) das NSG Borstenbachtal.